# Інін Аркадій Якович
Інін Аркадій Якович, прізвище при народженні Гуревич; (рос. Инин Аркадий Яковлевич; *3 травня 1938, Харків, УРСР, СРСР) — радянський і російський письменник, драматург, сценарист, актор, публіцист, педагог, професор ВДІКу. Заслужений діяч мистецтв РРФСР (1989).

## Біографічні відомості
Народився 3 травня 1938 р. в Харкові. Закінчив Харківський політехнічний інститут (1960) та сценарний факультет Всесоюзного державного інституту кінематографії (1970).

## Фільмографія
Сценарист:
- «Ось і літо минуло...» (1972)
- «Вперед, гвардійці!» (1972, у співавт.)
- «Сергєєв шукає Сергєєва» (1974)
- «Втеча з палацу» (1975)
- «Короткі зустрічі на довгій війні» (1975)
- «Між небом і землею» (1975, у співавт.)
- «Відважний Ширак» (1976)
- «По вулицях комод водили» (1979, у співавт.)
- «Впізнай мене» (1979, у співавт.)
- «Квітневі сни» (1980)
- «Любов не пробачає» (1980)
- «Одного разу двадцять років по тому» (1980, у співавт.)
- «У матросів немає питань» (1981)
- «Батьки і діди» (1982, у співавт.)
- «Самотнім надається гуртожиток» (1983)
- «Ранній, ранній ранок...» (1983, у співавт.)
- «Танцмайданчик» (1985, у співавт.)
- «Джигіт завжди джигіт» (1985, у співавт.)
- «Не забудьте вимкнути телевізор» (1986, у співавт.)
- «Одного разу збрехавши…» (1987, у співавт.)
- «Не зійшлися характерами» (1989)
- «Приватний детектив, або Операція „Кооперація“» (1990, у співавт.)
- «На Дерибасівській гарна погода, або На Брайтон-Біч знову йдуть дощі» (1992, у співавт.)
- «Удачі вам, панове!» (1992, у співавт.)
- «Російський бізнес» (1993, у співавт.)
- «Особисте життя королеви» (1993, у співавт.)
- «Не хочу одружуватися!» (1993)
- «Російське диво» (1994, у співавт.)
- «Тонка штучка» (1999)
- «Утьосов. Пісня довжиною у життя» (2006, т/с, у співавт.)
- «Маяковський. Два дні» (2011, т/с, у співавт.)
- «Дідусь моєї мрії» (2014, у співавт.) та ін.

## Діяльність в окупованому Криму і Донбасі
У березні 2015 року голова Союзу кінематографістів Росії Микита Міхалков заявив, що група російських кінематографістів, включно з Аркадієм Ініним, приїде в окупований російськими військами Донецьк 26-29 квітня 2015 року на кінофестиваль «Товариш Кіно». Згодом стало відомо, що Інін дійсно відвідував окупований Донецьк 27 квітня 2015 року та незаконно перетнув український кордон потрапивши у так звану «ДНР». Ще до Донецька, група російських кінематографістів разом з Ініним відвідала окупований Росією Крим, провівши там кінофестиваль «Товариш Кіно» 16 квітня 2015 року.
У вересні включений до Переліку осіб, які створюють загрозу нацбезпеці України.
Фігурант бази даних центру «Миротворець».